# Pseudorhysopus
Pseudorhysopus is een geslacht van kevers uit de familie van de loopkevers (Carabidae). De wetenschappelijke naam van het geslacht is voor het eerst geldig gepubliceerd in 2001 door Kataev & Wrase.

## Soorten
Het geslacht Pseudorhysopus omvat de volgende soorten:
- Pseudorhysopus fukiensis (Jedlicka, 1956)
- Pseudorhysopus kabakovi Kataev & Wrase, 2001
- Pseudorhysopus suensoni Kataev & Wrase, 2001